# Lokdienstleitung
Die Lokdienstleitung (auch: Lokleitung) ist eine Arbeitseinheit in einem Bahnbetriebswerk, die den Einsatz der Lokomotiven und der Lokomotivpersonale regelt und überwacht.

## Aufgaben
Die Lokdienstleitung stellt die Dienstpläne auf und überwacht, dass sie eingehalten werden, plant, dass ausreichend Personale und Fahrzeuge bereitstehen und wirtschaftlich eingesetzt werden. Weiter sorgt sie für Änderungen der Dienstpläne aufgrund kurzfristig auftretender Gegebenheiten, wenn es etwa durch Krankheit zu Ausfällen beim Lokpersonal oder zu Ausfällen bei Triebfahrzeugen kommt. Außerdem führt die Lokdienstleitung den Verwendungsnachweis für die Triebfahrzeuge, eine Übersicht, aus der die betriebliche Leistung der einzelnen Triebfahrzeuge hervorgeht.